# Tomopteris miriaglandulata
Tomopteris miriaglandulata is een borstelworm uit de familie Tomopteridae. Het lichaam van de worm bestaat uit een kop, een cilindrisch, gesegmenteerd lichaam en een staartstukje. De kop bestaat uit een prostomium (gedeelte voor de mondopening) en een peristomium (gedeelte rond de mond) en draagt gepaarde aanhangsels (palpen, antennen en cirri).
Tomopteris miriaglandulata werd in 1947 voor het eerst wetenschappelijk beschreven door Terio.